# 吴景峰
吴景峰（1936年—），曾用名吴一山，男，浙江衢州人，中国工程师，广西大学教授，曾任民革广西区委会主委、名誉主委，第八届全国政协委员。